# 北约克郡
北約克郡（英語：North Yorkshire），位於英國英格蘭約克郡-亨伯大区和東北英格蘭大区的名誉郡，佔地8,654平方公里，是英格蘭面積最大的名誉郡，東臨北海，北接达勒姆郡，西北接坎布里亚郡，西南接兰开郡以及西约克郡，南部一隅与南约克郡接壤，东南与东约克郡接壤。以人口計算，約克市是第一大（亦是唯一一個）城市以及第二大都會自治市鎮（Borough），北約克郡是第一大都會自治市鎮。2021年，北约克郡人口为1,158,816人，在英格蘭48個名誉郡中排名第14。
名誉郡北约克郡地区设有5個單一管理區，分别为北约克郡（同名）、雷德卡-克利夫蘭、米德爾斯堡、蒂斯河畔斯托克頓以及約克市。

## 地方沿革

### 约克郡北区（1974年之前）
北约克郡在历史上属于约克郡的一部分，其大部分地区属于约克郡北瑞丁（英語：North Riding of Yorkshire），小部分属于约克郡东瑞丁以及约克郡西瑞丁。1889年，约克郡的三个瑞丁成为了行政郡。

### 非都市郡北约克郡（1974-1996）
《1972年地方政府法案》在1974年4月1日生效，約克郡北瑞丁、約克郡東瑞丁、约克郡西瑞丁被廢除，大部分北瑞丁、小部分東瑞丁和西瑞丁的範圍劃入新設的非都市郡北約克郡。原约克郡北瑞丁的郡治北阿勒顿也成为了北约克郡的行政中心。
原来属于北约克郡的部分地区（今天的单一管理区雷德卡-克利夫兰、米德尔斯堡全部和蒂斯河畔斯托克顿的部分地区）成为了新设的非都市郡克利夫兰的一部分。
1993年，英国政府引入了大區级别的行政区划，整个北约克郡都被划入约克郡-亨伯大区。

### 非都市郡北约克郡和其他单一管理区（1996-2023）
1996年4月1日，克利夫兰郡理事会被撤销，其管辖区域被重组为多个单一管理区。与此同时，克利夫兰郡尉和郡长也被撤销。新建立的单一管理区中，雷德卡-克利夫兰、米德尔斯堡全部区域和蒂斯河畔斯托克顿的蒂斯河以南区域被划归北约克郡郡尉和郡长管辖。《1997郡尉职权法案》定义了名誉郡，并从法律上确立了这种管辖关系。从名誉郡意义上说，上述区域从1996年4月1日起成为了北约克郡的一部分。
1996年4月1日，非都市郡北约克郡下辖的非都市区约克市与周边部分地区合并，成立单一管理区约克市。自此北約克郡作为非都市郡，實際管轄7個非都市區：塞爾比（Selby）、哈羅蓋特（Harrogate）、克雷文（Craven）、里士满希尔（Richmondshire）、漢布爾頓（Hambleton）、賴代爾（Ryedale）、斯卡伯勒（Scarborough）。

### 单一管理区北约克郡及其他单一管理区（2023—）

1. 北約克郡（單一管理區）2. 雷德卡-克利夫蘭（單一管理區）
3. 米德爾斯堡（單一管理區）4. 蒂斯河畔斯托克頓（單一管理區，部分）
5. 約克市（單一管理區）

2023年4月1日，非都市郡北约克郡以及其下辖全部非都市区废除，建立了新的单一管理区北約克郡。

## 地理
下圖顯示英格蘭48個名譽郡的分佈情況。北約克郡的範圍呈（拉丁字母）T字型，東臨北海，東南與約克郡東瑞丁相鄰，南與南約克郡相鄰，西南與西約克郡相鄰，西與蘭開夏郡相鄰，西北與坎布里亞郡相鄰，北與达勒姆郡相鄰。其中內有一條名叫克利夫蘭小路（Cleveland Way）的長距離人行小道，長約150公里，從赫爾姆斯利至法利附近。

## 外部連結
- 北約克郡議會（页面存档备份，存于）（英文）

54°23′25″N 1°23′51″W / 54.39028°N 1.39750°W